# Ribnica (Velika Gorica)
 Ribnica  falu Horvátországban Zágráb megyében. Közigazgatásilag Velika Goricához tartozik.

## Fekvése
Zágráb központjától 17 km-re délkeletre, községközpontjától 6 km-re keletre a Túrmező síkságán fekszik.

## Története
A település Novo Čiče plébániájához tartozott és tartozik ma is. Az 1742-es egyházlátogatás "Ribnicza" alakban említi. 
1857-ben 285, 1910-ben 478 lakosa volt. Trianon előtt Zágráb vármegye Nagygoricai járásához tartozott. 2001-ben 700 lakosa volt.

## Lakosság
| Lakosság változása | Lakosság változása | Lakosság változása | Lakosság változása | Lakosság változása | Lakosság változása | Lakosság változása | Lakosság változása | Lakosság változása | Lakosság változása | Lakosság változása | Lakosság változása | Lakosság változása | Lakosság változása | Lakosság változása |
| ------------------ | ------------------ | ------------------ | ------------------ | ------------------ | ------------------ | ------------------ | ------------------ | ------------------ | ------------------ | ------------------ | ------------------ | ------------------ | ------------------ | ------------------ |
| 1857               | 1869               | 1880               | 1890               | 1900               | 1910               | 1921               | 1931               | 1948               | 1953               | 1961               | 1971               | 1981               | 1991               | 2001               |
| 285                | 295                | 312                | 380                | 353                | 478                | 405                | 389                | 377                | 401                | 390                | 354                | 332                | 366                | 700                |

## Külső hivatkozások
- Velika Gorica hivatalos oldala
- Velika Gorica turisztikai egyesületének honlapja
- A Túrmező honlapja
- Jasmina Jerdovski: Sakralna baština župe Sv. Ivana Krstitelja u Novom Čiču